# قصبة آيت هديل (تمنارت)
قصبة آيت هديل هي إحدى مشيخات المملكة المغربية، تتبع جغرافيا لإقليم طاطا وإداريًا لتمنارت. يقدر عدد سكانها بـ 1675 نسمة حسب الإحصاء الرسمي للسكان والسكنى لسنة 2004.